# Harjawana
Harjawana is een bestuurslaag in het regentschap Lebak van de provincie Banten, Indonesië. Harjawana telt 2910 inwoners (volkstelling 2010).